# Franco Manzecchi

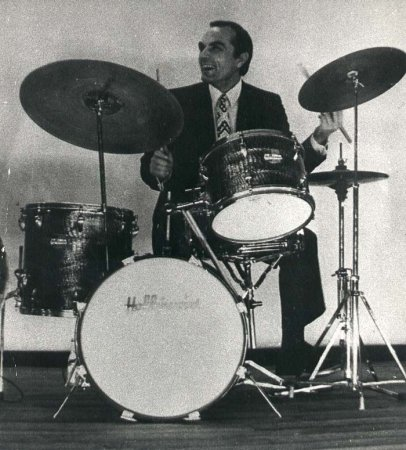
Franco Manzecchi, 1971

Franco Manzecchi (Ravenna, 10 september 1931 - Konstanz, 25 maart 1979) was een Italiaanse swing- en bebop-drummer, die vanaf eind jaren vijftig in Parijs een veelgevraagde jazzdrummer was.
Manzecchi speelde als veertienjarige drums in de band van zijn oudere broer, de trompettist Gino Manzecchi. Nadat hij in 1949 de bebop ontdekte (Charlie Parker), speelde hij zes jaar in dansorkesten in Bologna en een jaar in Wenen. In 1957 kwam hij naar Parijs, waar hij aanvankelijk werkte als New Orleans-jazz en swingdrummer, onder meer met Mezz Mezzrow, Albert Nicholas, Tony Scott, Don Byas, Pony Poindexter, Peanuts Holland en Bill Coleman. Hij speelde er in Blue Note, met een groep van Bud Powell (met bassist Pierre Michelot) en een trio van organist Lou Bennett. Verder speelde hij met onder meer Jay Jay Johnson, Sonny Criss, Lucky Thompson, Quincy Jones, Jack Dieval (een grote tournee in 1961), Eric Dolphy, Chet Baker (in Parijs en België), Johnny Griffin, Sahib Shihab, René Urtreger, Martial Solal, René Thomas en Stéphane Grappelli. In 1966 werd hij drummer van het trio van saxofonist Michel Roques, waarmee hij zeven jaar lang speelde. Daarnaast werkte hij met Hank Mobley, Joe Henderson en Dexter Gordon. In de jaren zeventig speelde hij weer veel in Italië, bijvoorbeeld met Teddy Wilson, Barney Kessel en Chet Baker. In 1976 verhuisde hij met zijn Duitse vrouw en kinderen (waaronder zoon Patrick, tegenwoordig ook een bekende drummer) naar het Duitse Konstanz. Hij speelde nog verschillende keren in Parijs, zoals met Johnny Griffin. Manzecchi overleed in 1979 aan een hartkwaal, waar hij al jaren aan leed en ook behandeld was.
Drummer Manzecchi werd door jazzdrummers als Kenny Clarke, Art Blakey en Elvin Jones zeer gewaardeerd. Hij is op talloze opnames als sideman te beluisteren, onder meer van Eric Dolphy en Chet Baker.  Als leider maakte hij met Patrice Galas en Marc Fosset in juni 1978 een album, dat goed verkocht.

## Discografie (selectie)
- André Reweliotty et son orchestre jouent des inédits de Sidney Bechet (1959) EP
- Bill Coleman (1960) EP
- Remembering René Thomas (w/ Bobby Jaspar) (rec. 1961-62, ed. 2020) 2CD
- Guy Lafitte Jazz Sextet (1962) EP
- Relaxez Vous Avec Jack Diéval Et Son Quartette (1966) LP
- Chet Baker Quintet Brussels 1964 (1992) CD/(2006) DVD
- Eric Dolphy Naima (1964) LP/CD
- Jack Diéval Ambiance Pour Deux Pianos (1964) LP
- Club Du Piano N°1: Jack Diéval Présente (196?) LP
- Geo Daly Avec Stéphane Grappelli: Baroque Up To Date (196?) LP
- Larry Young in Paris - The ORTF Recordings (1965) LP/2CD
- André Hodeir Anna Livia Plurabelle (1966) LP
- Michel Roques Dédicace (1966) EP
- Jazz Jamboree 66 Vol. 1: Stuff Smith Quartet (1966) LP
- Lou Bennett Trio Ovzeni Jazzohevo Festivalu 1966 (1967) LP
- Nathan Davis With Georges Arvanitas Trio – Live in Paris – The ORTF Recordings 1966/67 (2019) LP
- En Avant La Zizique (w/ Michel Roques Trio) (1968) LP
- Eraldo Volonte Free And loose  (1968) LP/CD
- Michel Roques Trio Safari (1968) LP
- Bill Coleman: ? (1969) EP
- Mal Waldron Ursula (1969) LP
- Clark Terry International Festival Band At The Montreux Jazz Festival (1969) LP
- Michel Roques Chorus (1971) LP
- Jean Bonal Guitare Jazz (1974) LP
- The Fabulous Pescara Jam Sessions 1970-1975 (w/ Chet Baker) (1991) CD
- Patrice Galas/Marc Fosset/Franco Manzecchi Organ (1978) LP
- Franco Manzecchi Hommage (1978) CD